# برانچلند (ویرجینیا)
برانچلند (به انگلیسی: Branchland) یک منطقهٔ مسکونی در ایالات متحده آمریکا است که در شهرستان البمارل، ویرجینیا واقع شده‌است.